# Expedición de Burke y Wills

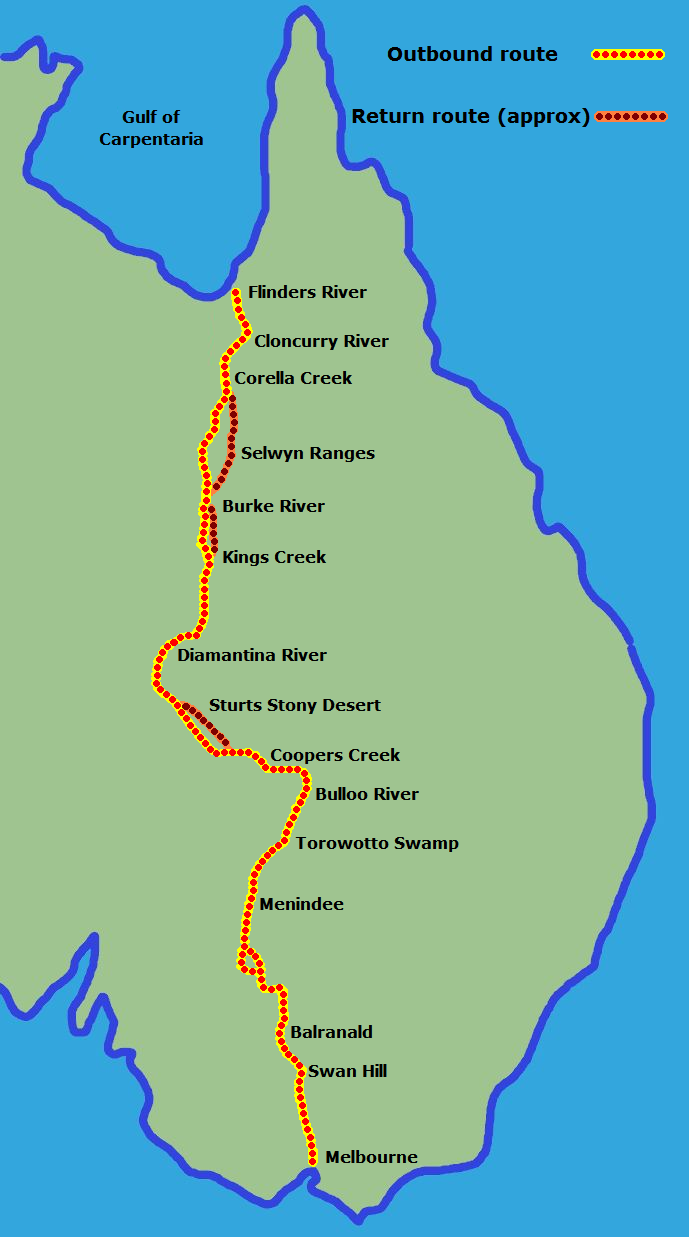
Mapa de la expedición de Burke y Wills

La expedición de Burke y Wills fue una expedición de exploración organizada en Australia por la Royal Society of Victoria en 1860-1861. Consistió en 19 hombres dirigidos por Robert O'Hara Burke y William John Wills, con el objetivo de cruzar por tierra el continente desde Melbourne, en el sur, hasta el golfo de Carpentaria, en el norte, una distancia de alrededor de 3250 km. En ese momento, la mayor parte del interior de Australia no había sido explorado por personas no indígenas y era desconocido para los colonos europeos.
La expedición partió de Melbourne en invierno. El mal tiempo, los caminos en mal estado y los carromatos averiados causaron que al principio progresaran lentamente. Después de dividir el grupo en Menindee, a orillas del río Darling, Burke hizo un buen progreso, llegando al río Cooper (Cooper Creek) a principios del verano. La expedición estableció un campamento de depósito (un almacén y escondite de víveres) en el río Cooper, y Burke, Wills y otros dos hombres avanzaron hacia la costa norte (aunque los pantanos próximos a la costa les impidieron llegar a la misma línea costera septentrional).
El viaje de regreso estuvo plagado de demoras, muy afectado por las lluvias monzónicas, y cuando llegaron al depósito en el río Cooper, descubrieron que había sido abandonado solo unas horas antes. Burke y Wills murieron aproximadamente el 30 de junio de 1861. Se enviaron varias expediciones de socorro, todas ellas realizando nuevos hallazgos geográficos. En total, siete hombres perdieron la vida, y solo un hombre, el soldado irlandés John King, cruzó el continente con la expedición y regresó vivo a Melbourne.
El árbol de las inscripciones (Dig Tree) aún permanece, constituyendo un popular destino turístico.

## Contexto
En 1851 se había descubierto oro en Victoria y la consecuente fiebre del oro había atraído un enorme flujo de inmigrantes, con una población local que aumentó desde los 29 000 en 1851 hasta los 139 916 en 1861 (Sídney tenía 93,686 hab. en ese momento).
La colonia se hizo muy rica y Melbourne creció rápidamente para convertirse en la ciudad más grande de Australia y la segunda ciudad más grande del Imperio británico. El boom duró cuarenta años y llevó a la era de «maravillosa Melbourne». La afluencia de buscadores de oro educados de Inglaterra, Irlanda y Alemania condujo al rápido crecimiento de escuelas, iglesias, sociedades académicas, bibliotecas y galerías de arte. La Universidad de Melbourne se funda en 1855 y la Biblioteca Estatal de Victoria en 1856. El Instituto Filosófico de Victoria (Philosophical Institute of Victoria) se funda en 1855, convirtiéndose en la Real Sociedad de Victoria tras recibir la concesión real en 1859.
Ya en 1855 se especulaba sobre posibles rutas para que la Línea Australiana de Telégrafos Terrestres (Australian Overland Telegraph Line) conectara Australia con el nuevo cable de telégrafo en Java y luego con Europa. Hubo una feroz competencia entre las colonias por la ruta, con los gobiernos reconociendo los beneficios económicos que resultarían de convertirse en el centro de la red telegráfica. Se consideraron varias rutas, incluyendo de Ceilán a Albany (hoy, Australia Occidental), o desde Java a la costa norte de Australia y luego hacia la costa este, o hacia el sur a través del centro del continente hasta Adelaida. El gobierno de Victoria (Australia) organizó la expedición Burke y Wills para cruzar el continente en 1860. El gobierno de Australia Meridional ofreció una recompensa de £2000 para alentar a una expedición a encontrar una ruta entre Australia Meridional y la costa norte.

## Comité de exploración

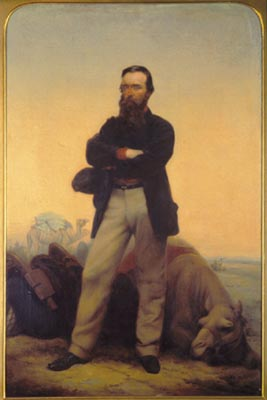
Robert O'Hara Burke, por William Strutt

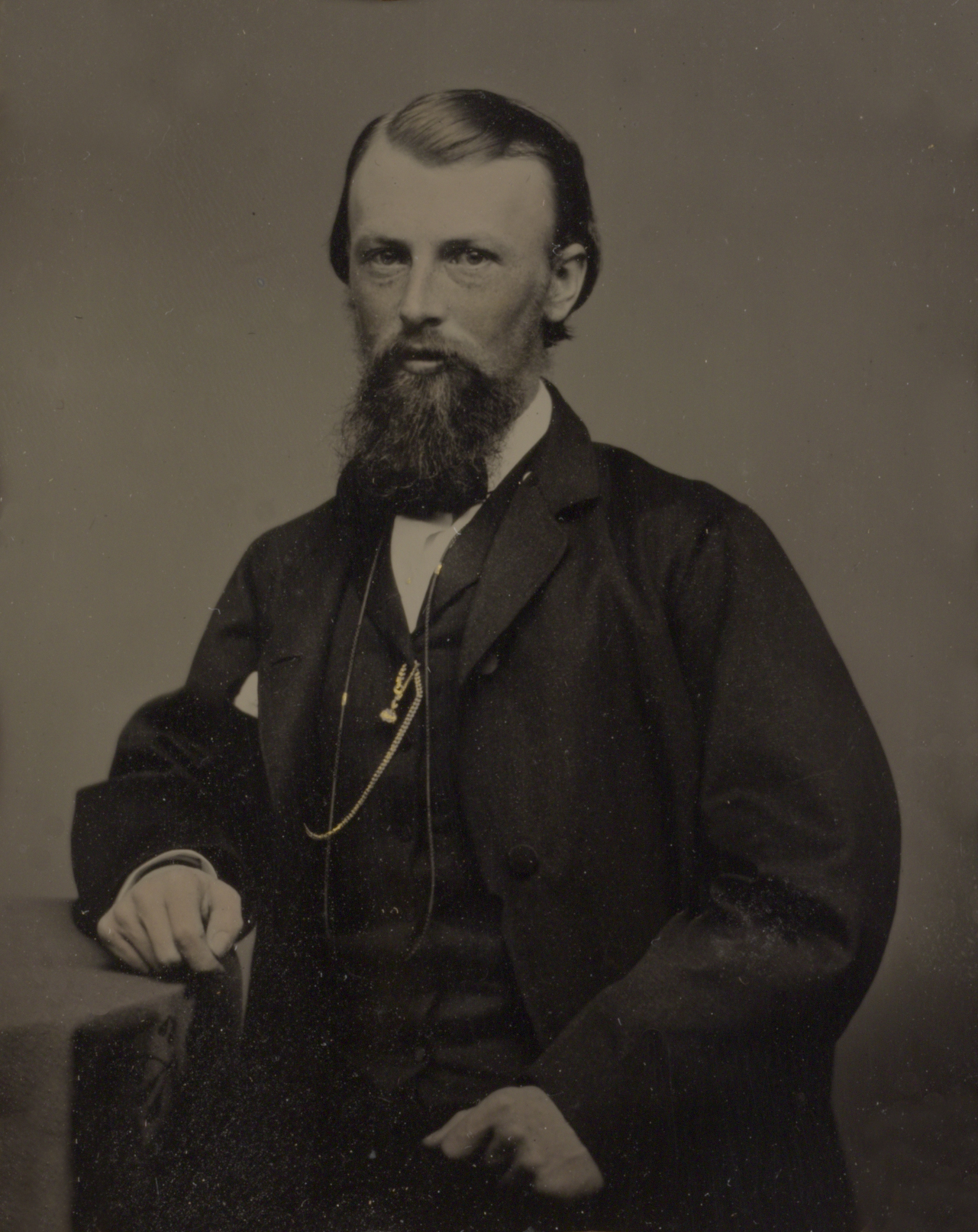
William John Wills

En 1857, la Sociedad Filosófica formó un Comité de exploración con el objetivo de investigar la practicabilidad de organizar una expedición exploratoria.. Mientras el interés por la exploración del interior era considerable en las colonias vecinas de Nueva Gales del Sur y de Australia Meridional, en Victoria dicho entusiasmo era limitado. Incluso la anónima donación de £1000 libras (más tarde se descubrió que fue hecha por Ambrose Kyte) al Comité de captación de fondos de la Real Sociedad no logró generar demasiado interés y hasta 1860 no se logró el suficiente capital y se organizó la expedición.
El Comité de Exploración solicitó ofertas de interesados en liderar la expedición de exploración victoriana. Solo dos miembros del Comité, Ferdinand von Mueller y Wilhelm Blandowski, tenían alguna experiencia en exploración, pero debido al faccionalismo, ambos fueron constantemente rechazados en las votaciones. Se consideró a varias personas para el puesto de líder y la Sociedad celebró una serie de reuniones a principios de 1860. Robert O'Hara Burke fue seleccionado por votación en el comité como líder, y William John Wills fue recomendado como topógrafo, navegante y tercero al mando. Burke no tenía ninguna experiencia en exploración y es extraño que haya sido elegido para dirigir la expedición. Burke era un antiguo oficial con el ejército austríaco nacido en Irlanda,que más tarde se convirtió en superintendente de policía prácticamente sin habilidades en bushcraft. Wills era más experto que Burke en vivir en el desierto, pero fue el liderazgo de Burke lo que fue especialmente perjudicial para la misión.
En lugar de llevar ganado para ser sacrificado durante el viaje, el Comité decidió experimentar con carne seca. El peso requería tres carromatos adicionales y eso frenó la expedición considerablemente.

### Miembros del Comité de Exploración
El Comité de Exploración de la Royal Society de Victoria estaba integrado por:
- Sir William Foster Stawell, Jefe de Justicia de Victoria
- Dr David Elliott Wilkie MD., tesorero
- Dr John Macadam, secretario honorario
- Profesor Georg Neumayer
- Dr Ferdinand von Mueller, botánico del gobierno
- Sir Frederick McCoy, primer profesor de la Universidad de Melbourne
- El Hon. capitán Andrew Clarke
- Dr Richard Eades, Alcalde de Melbourne
- Charles Whybrow Ligar, topógrafo general del gobierno
- The Hon Sir Francis Murphy, portavoz de la Asamblea Legislativa
- Subteniente John Randall Pascoe, JP
- Capitán Francis Cadell
- Alfred Selwyn Esq., geólogo del gobierno
- Reverendo padre Dr John Ignatius Bleasdale
- Clement Hodgkinson Esq.
- Dr J William McKenna
- Edward Wilson, editor del Argus
- Dr William Gilbee
- Sizar Elliott Esq.
- Dr Solomon Iffla
- Angus McMillan Esq.
- James Smith Esq.
- John Watson Esq.

## Camellos
Los camellos se habían utilizado con éxito en la exploración en el desierto en otras partes del mundo, pero en 1859 solo se habían importado siete camellos a Australia. El gobierno victoriano designó a George James Landells, segundo al mando, para comprar 24 camellos en la India para su uso en la exploración del desierto. Los animales llegaron a Melbourne en junio de 1860 y el Comité de Exploración compró otros seis de los jardines Cremorne de George Coppin. Los camellos se alojaron inicialmente en los establos de la Casa del Parlamento y luego se trasladaron al Royal Park. Veintiséis camellos fueron llevados a la expedición, y seis (dos hembras con sus dos crias y dos machos) quedaron en Royal Park

## Partida de Melbourne

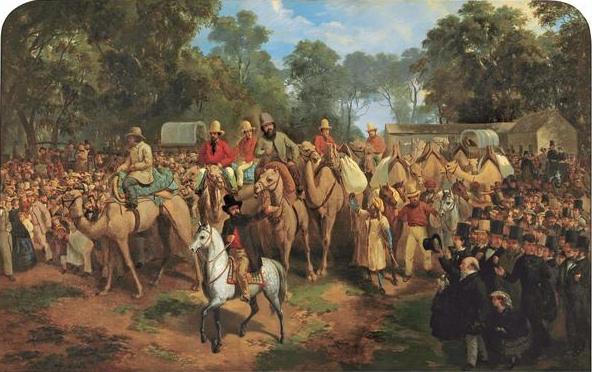
Nicholas Chevalier, Memorandum of the Start of the Exploring Expedition, óleo sobre lienzo, 1860, Art Gallery of South Australia

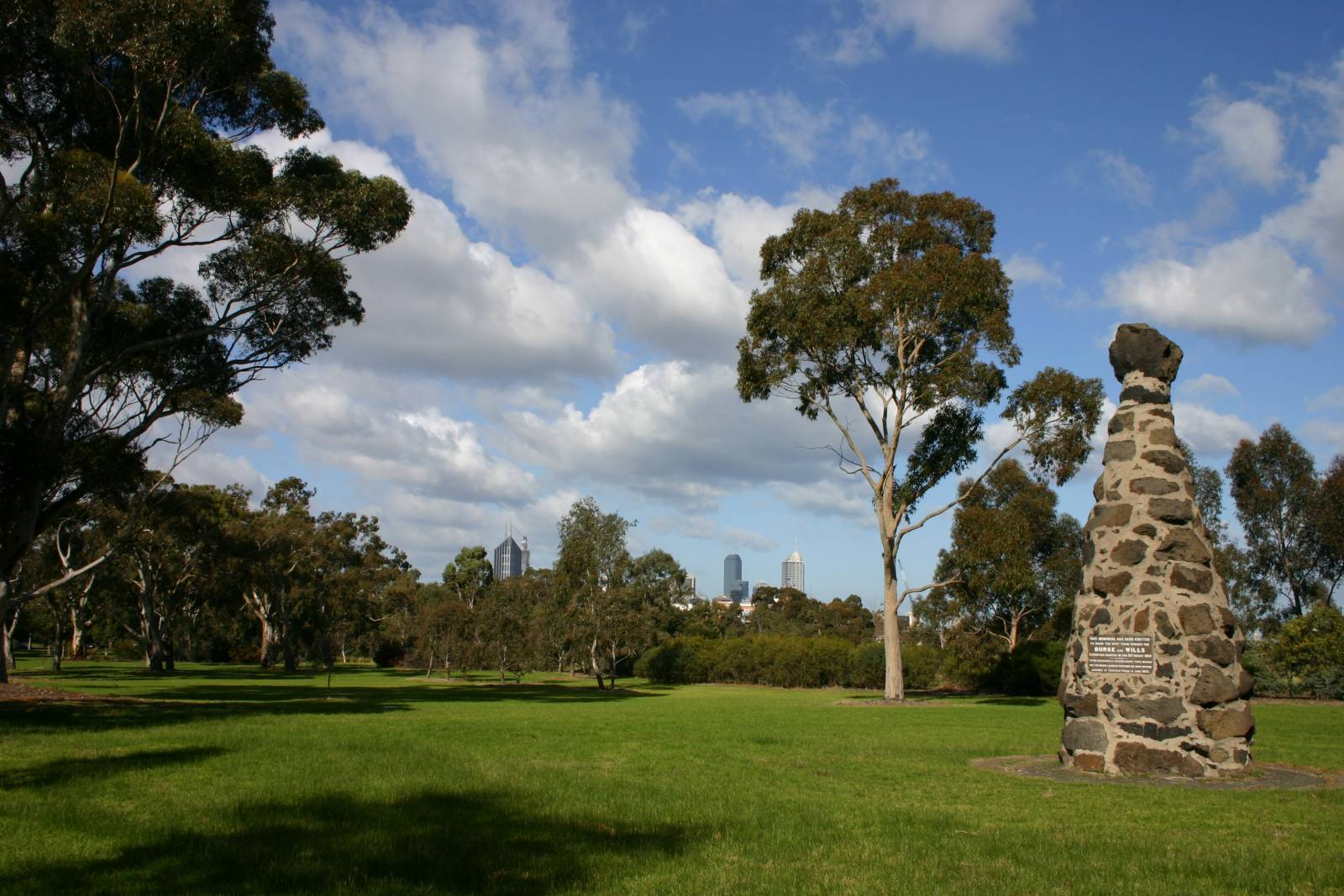
Monumento en Royal Park, Melbourne donde comenzó la expedición

La expedición partió de Royal Park, Melbourne, alrededor de las 4 de la tarde del 20 de agosto de 1860, siendo despedida por unos 15 000 asistentes. Los 19 hombres de la expedición eran seis irlandeses, cinco ingleses, tres alemanes y un estadounidense, además de tres afganos y un indio adiestradores de camellos. Llevaban 23 caballos, 6 carretas y 26 camellos.
La expedición llevaba una gran cantidad de equipo, incluyendo suficiente comida para los siguientes dos años, una mesa de campamento de roble cubierta de cedro con dos sillas, bengalas, banderas, una ducha y un gong chino; todo el equipo pesaba unas 20 toneladas, incluidas unas 6 toneladas de leña.
El miembro del comité, el capitán Francis Cadell, se había ofrecido a transportar por río los suministros desde Adelaida hasta el río Murray, en la confluencia con el río Darling para ser recogidos en el camino. Sin embargo, Burke rechazó su oferta, posiblemente porque Cadell se había opuesto al nombramiento de Burke como líder de la expedición.
En cambio, todo se cargó en seis carretas. Una carreta se descompuso antes de abandonar Royal Park y, a la medianoche del primer día, la expedición había llegado solo a Essendon, en las afueras de Melbourne. En Essendon, dos carretas más se rompieron. Las fuertes lluvias y los malos caminos hicieron que viajar por Victoria fuera difícil y llevara mucho tiempo. La partida llegó a Lancefield el 23 de agosto y estableció su cuarto campamento. El primer día libre se tomó el domingo 26 de agosto en el campamento VI en Mia Mia.
La expedición llegó a Swan Hill el 6 de septiembre, y estaba en Balranald el 15 de septiembre. Allí, para aligerar la carga, dejaron su azúcar, jugo de lima y algunas de sus armas y municiones. En Gambala, el 24 de septiembre, Burke decidió cargar algunas de las provisiones en los camellos por primera vez, y para disminuir la carga sobre los caballos, ordenó a los hombres que caminaran. También ordenó que el equipaje personal se restringiera a 30 libras (unos 13,6 kg). En Bilbarka, Darling, Burke y su segundo al mando, Landells, discutieron después de que Burke decidiera arrojar los 60 galones (≈270 litros) de ron que Landells había traído para alimentar a los camellos en la creencia de que prevenía el escorbuto. En Kinchega, a orillas del Darling, Landells renunció a la expedición, seguido por el cirujano de la expedición, el doctor Hermann Beckler. El tercero al mando Wills fue ascendido a segundo. Llegaron a Menindee el 12 de octubre, después de haber tardado dos meses en viajar 750 km desde Melbourne; el correo regular hizo el viaje en poco más de una semana. Dos de los cinco oficiales de la expedición habían renunciado, trece miembros de la expedición habían sido despedidos y ocho nuevos hombres habían sido contratados.
En julio de 1859, el gobierno de Australia Meridional ofreció una recompensa de £ 2,000 (alrededor de A$289,000 en dólares de 2011) por el primer cruce exitoso sur-norte del continente al oeste de la línea 143 de longitud. El experimentado explorador John McDouall Stuart había asumido el desafío.[cita requerida] Burke estaba preocupado de que Stuart pudiera vencerlo en la costa norte y pronto se impacientó con su lento progreso que a menudo promediaba solo 2 millas por hora (unos 3,2 km). Burke separó al grupo, tomando los caballos más fuertes, siete de los hombres más aptos y una pequeña cantidad de equipo, con planes de avanzar rápidamente hasta el río Cooper (entonces conocido como Cooper's Creek) y luego esperar a que los demás lo alcanzasen. Salieron de Menindee el 19 de octubre, guiados por William Wright quien fue nombrado tercero al mando. Viajar fue relativamente fácil porque la lluvia reciente hizo que el agua fuera abundante, mientras que en climas inusualmente templados las temperaturas excedieron los 32 °C solo dos veces antes de que la partida llegara al río Coope. En el pantano de Torowotto, Wright fue enviado de regreso a Menindee solo para traer al resto de los hombres y suministros, y Burke continuó hacia el río Coope.

## Río Cooper

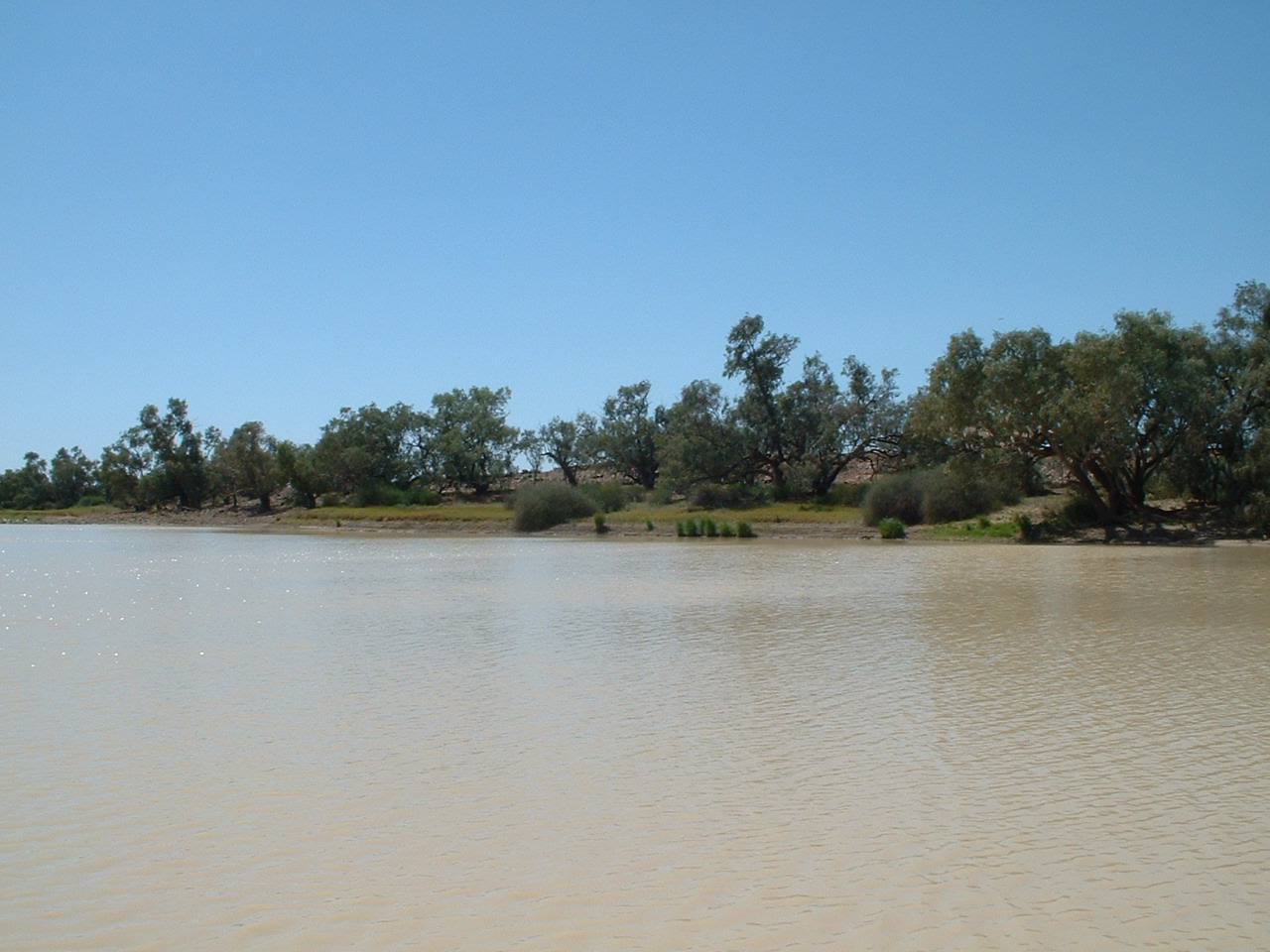
Bullah Bullah Waterhole

En 1860, el río Cooper  era el límite exterior de la tierra que habían explorado los europeos, el río había sido visitado por el capitán Charles Sturt en 1845 y por Augustus Charles Gregory en 1858. El grupo de Burke llegó al río Cooper el 11 de noviembre y formaron un depósito en el Camp LXIII (campamento 63) mientras realizaban el reconocimiento hacia el norte. Una plaga de ratas obligó a los hombres a abandonar el campamento y formaron un segundo depósito más abajo en el Bullah Bullah Waterhole (pozo de agua Bullah Bullah). Este fue el Camp LXV (campamento 65) y erigieron una empalizada y llamaron al lugar Fort Wills.
Se pensaba que Burke esperaría en río Cooper hasta el otoño (marzo del próximo año) para evitar tener que viajar durante el caluroso verano australiano. Sin embargo, Burke solo esperó hasta el domingo 16 de diciembre antes de decidir partir hacia el golfo de Carpentaria. Nuevamente dividió el grupo, dejando a William Brahe a cargo del depósito, con Dost Mahomet, William Patton y Thomas McDonough. Burke, Wills, John King y Charles Gray partieron hacia el Golfo con seis camellos, un caballo y suficiente comida para solo tres meses. Ya era mediados de verano y la temperatura diaria a menudo alcanzaba los 50 °C a la sombra, y en los desiertos de Strzelecki y de Sturt Stony había muy poca sombra. Burke le ordenó a Brahe que esperara tres meses; sin embargo, el más conservador Wills había revisado los mapas y desarrolló una visión más realista de la tarea que tenían por delante, y en secreto dio instrucciones a Brahe para que esperara cuatro meses.

## El golfo de Carpentaria

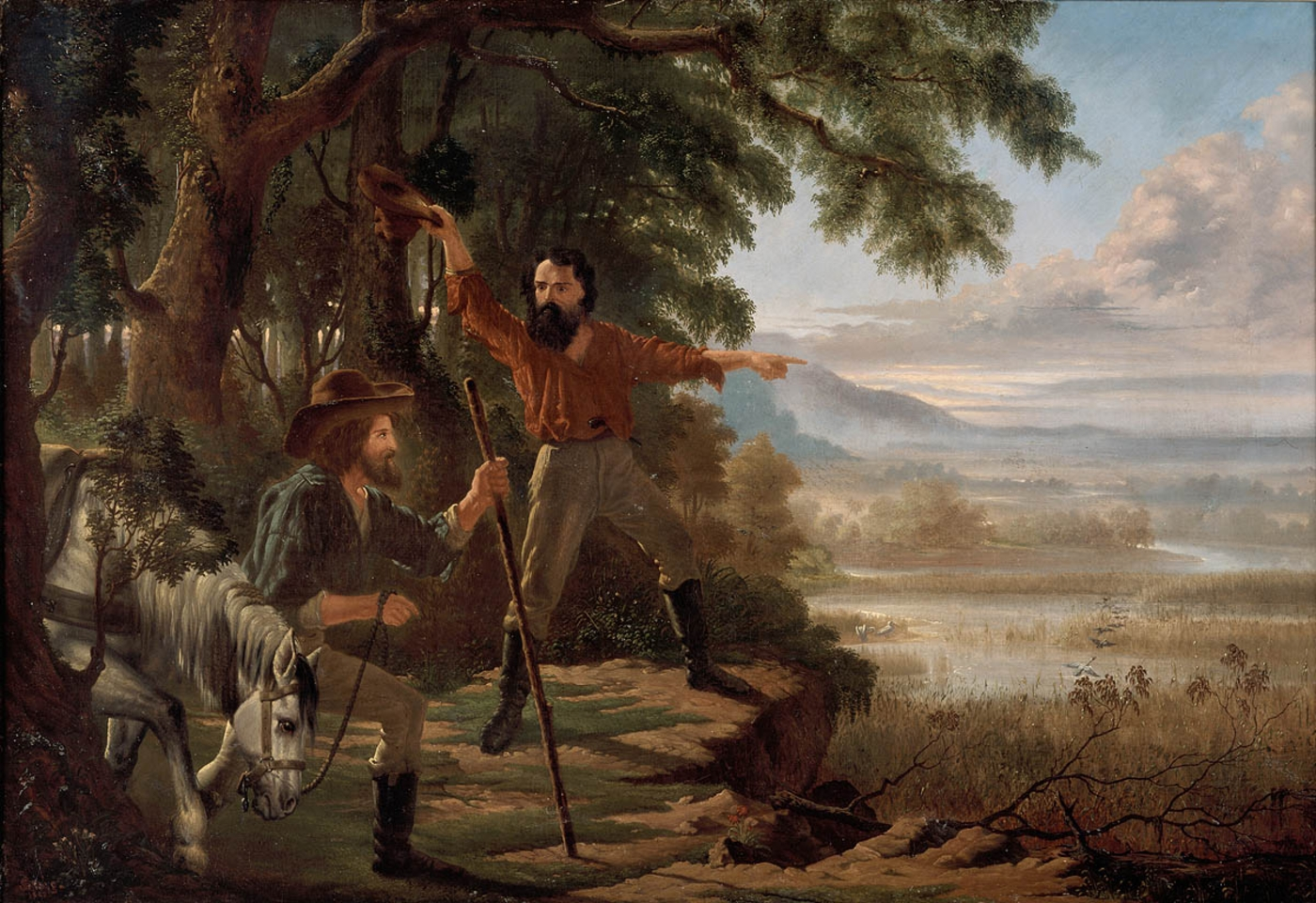
Edward Jukes Greig, Arrival of Burke & Wills at Flinders River, oil on canvas, 1862, State Library of New South Wales

Excepto por el calor, viajar fue fácil.[cita requerida] Como resultado de las recientes lluvias, el agua todavía era fácil de encontrar y los aborígenes, en contra de lo esperado, eran pacíficos. El 9 de febrero de 1861 llegaron al río Little Bynoe, un brazo del delta del río Flinders, donde descubrieron que no podían llegar al océano debido a los manglares en su camino. Burke y Wills dejaron atrás a los camellos con King y Gray en el Camp CXIX (campamento 119), y partieron a través de los pantanos, aunque después de 24 km decidieron regresar. En esa etapa, estaban desesperadamente escasos de suministros. Les quedaba comida para 27 días, pero ya les había llevado 59 días viajar desde el río Cooper.

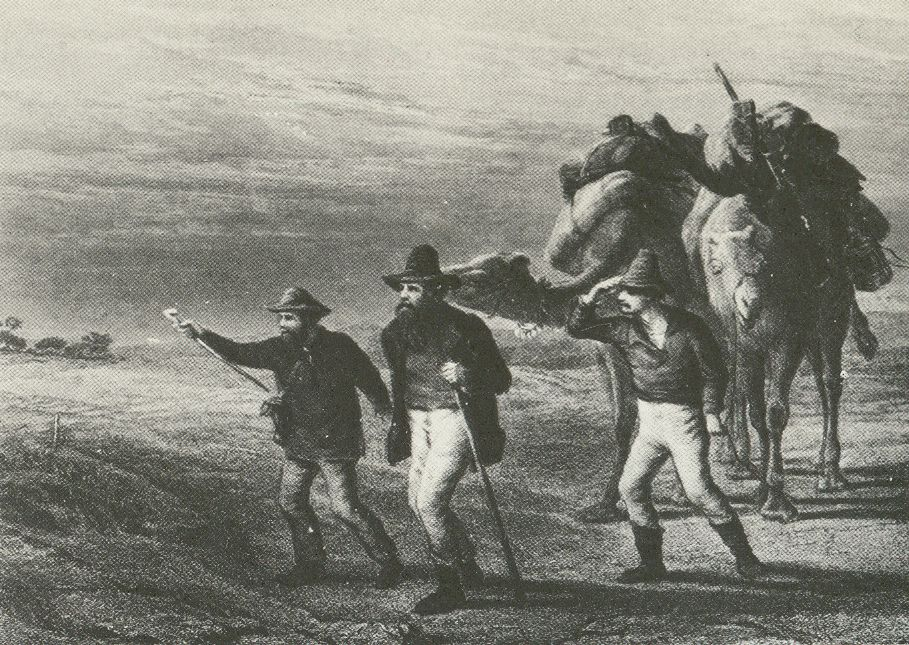
La partida de regreso

En su avance hacia el norte, el clima había sido cálido y seco, pero en el camino de regreso llegó la estación húmeda y comenzaron las lluvias monzónicas tropicales. Un camello llamado Golah Sing fue abandonado el 4 de marzo cuando no pudo continuar. Otros tres camellos fueron sacrificados y comidos en el camino y dispararon a su único caballo, Billy, el 10 de abril en el río Diamantina, al sur de lo que hoy es la ciudad de Birdsville. Se abandonó el equipo en varios lugares a medida que se redujo el número de animales de carga. Uno de estos lugares, el Return Camp 32 ( campamento de retorno 32), fue reubicado en 1994[cita requerida] y la «The Burke and Wills Historical Society» montó una expedición para verificar el descubrimiento de huesos de camello en 2005.
Para alargar su suministro de alimentos, comieron portulaca. Gray también atrapó una pitón de casi 5 kg (probablemente Aspidites melanocephalus, una pitón de cabeza negra), que comieron. Tanto Burke como Gray cayeron inmediatamente con disentería. Gray estaba enfermo, pero Burke pensó que estaba gammoning ('jugando', fingiendo). El 25 de marzo en Burke River (justo al sur de lo que ahora es la ciudad de Boulia), Gray fue atrapado robando skilligolee (un tipo de gachas) y Burke lo golpeó. El 8 de abril, Gray ya no podía caminar; murió el 17 de abril de disentería en un lugar que llamaron Polygonum Swamp. La ubicación de la muerte de Gray es desconocida, aunque generalmente se cree que fue en el lago Massacre, en Australia Meridional. Si bien se descartó la posibilidad de que Burke matara a Gray, la gravedad de la paliza que Burke le dio fue ampliamente debatida. Los tres hombres sobrevivientes se detuvieron un día para enterrar a Gray y recuperar sus fuerzas; en esa etapa estaban muy débiles por el hambre y el agotamiento. Finalmente llegaron al río Cooper el 21 de abril, solo para descubrir que el campamento había sido abandonado varias horas antes.

## Regreso al río Cooper

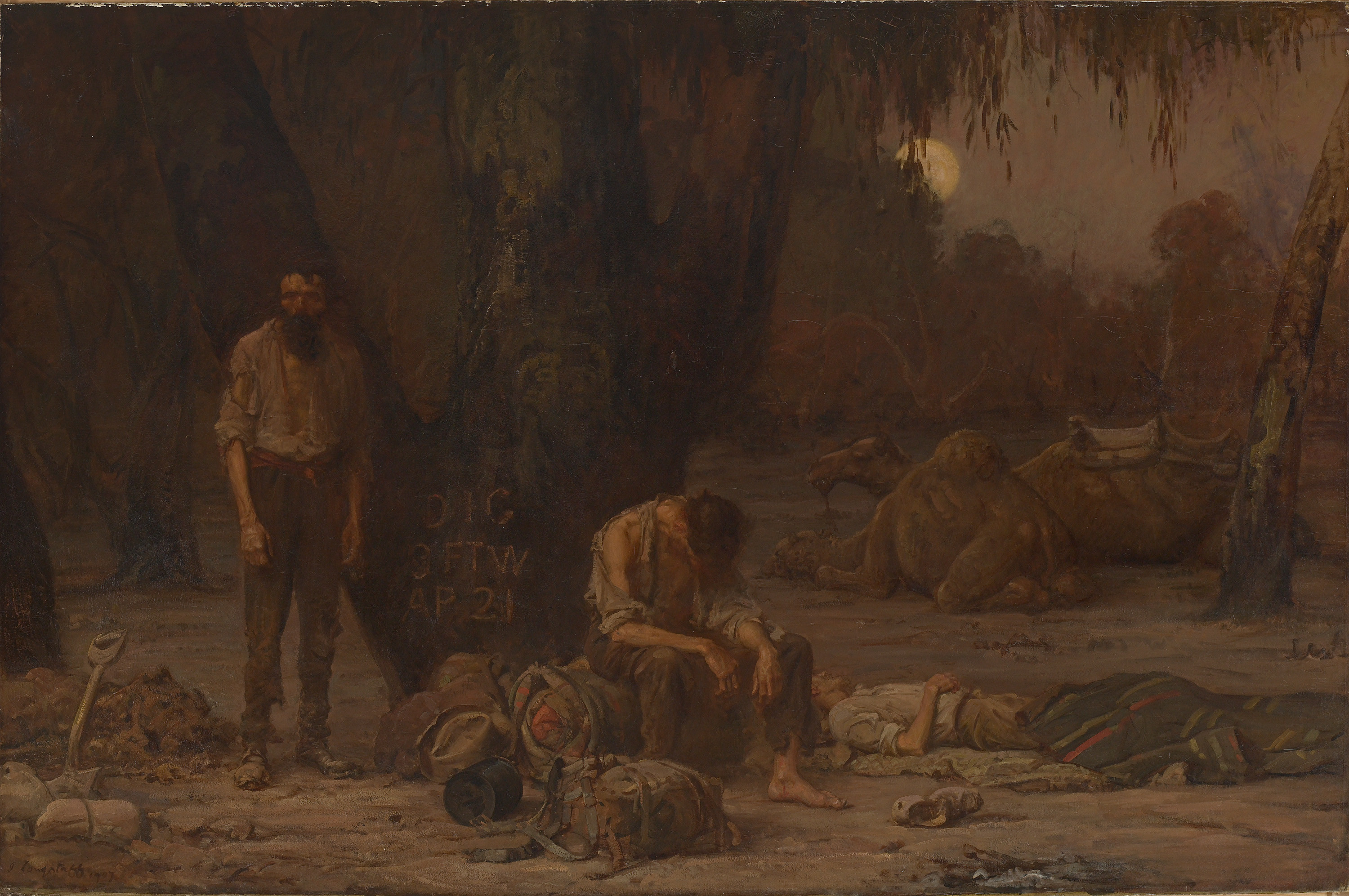
John Longstaff, Arrival of Burke, Wills and King at the deserted camp at Cooper's Creek, Sunday evening, 21 April 1861, oil on canvas, 1907, National Gallery of Victoria

Burke le había pedido a Brahe y al grupo del depósito que permanecieran en el campamento en el Cooper durante 13 semanas. La partida realmente había esperado 18 semanas y se estaba quedando sin suministros y comenzando a sentir los efectos del escorbuto; habían llegado a creer que Burke nunca regresaría del Golfo. Después de que uno de sus hombres se lesionase en la pierna, Brahe decidió regresar a Menindee, pero antes de salir enterró algunas provisiones en caso de que Burke regresara, y dejó (cortó o talló) un mensaje en un árbol para marcar el lugar.
Brahe salió del depósito en el río Cooper la mañana del domingo 21 de abril de 1861. Burke, Wills y King regresaron esa noche. Al encontrar el campamento desierto, desenterraron el alijo de suministros y una carta explicando que la partida había dejado de esperar y se había ido. El equipo de Burke los había perdido por solo nueve horas. Los tres hombres y los dos camellos restantes estaban exhaustos; no tenían esperanzas de alcanzar a la partida principal.

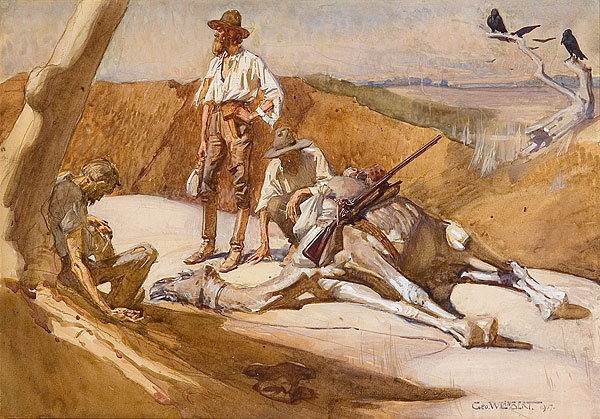
George Washington Lambert, Burke and Wills on the way to Mount Hopeless, acuarela, 1907, Bendigo Art Gallery

Decidieron descansar y recuperarse, viviendo de los suministros que quedaban en el depósito. Wills y King querían seguir su camino de regreso a Menindee, pero Burke los anuló y decidió intentar llegar al puesto pastoral de avanzada más alejado de Australia Meridional, una estación de ganado cerca del Mount Hopeless (monte de la Desesperanza).. Esto significaría tener que viajar al suroeste a través del desierto durante 240 km. Escribieron una carta explicando sus intenciones y la volvieron a enterrar en el depósito debajo del árbol marcado en caso de que un grupo de rescate visitara el área. Desafortunadamente, no cambiaron la marca en el árbol ni alteraron la fecha. El 23 de abril partieron, siguiendo el río Cooper aguas abajo y luego se dirigieron al desierto de Strzelecki hacia el monte Hopeless.
Mientras tanto, cuando regresaba a Menindee, Brahe se había encontrado con Wright tratando de alcanzar el Cooper con los suministros. Los dos hombres decidieron regresar al río Cooper para ver si Burke había regresado. Cuando llegaron el domingo 8 de mayo, Burke ya se había ido al monte Hopeless, y el campamento volvía a estar desierto. Burke y Wills estaban a 56 km en ese momento. Como la marca y la fecha en el árbol no se habían modificado, Brahe y Wright asumieron que Burke no había regresado, y no pensaron en verificar si los suministros aún estaban enterrados. Se fueron para unirse a la partida principal y regresar a Menindee.

### Controversia
Brahe podría haberse quedado más tiempo en el campamento del río Cooper, pero uno de sus hombres, el herrero Patton, se había lesionado la pierna después de ser arrojado de su caballo, por lo que decidieron partir hacia Menindee esa mañana. Patton iba a morir de complicaciones seis semanas después. Burke y Wills discutieron sobre si podrían alacanzarlos, pero estaban demasiado exhaustos y decidieron esperar.
Mientras tanto la otra misión, la liderada por William Wright, también había sufrido terribles problemas. Su objetivo era llevar provisiones desde Menindee al río Cooper, pero la falta de dinero y los pocos animales con los que contaba para cargar con los suministros llevaron a que no saliese hasta finales de enero; retraso que le llevó a ser acusado de las muertes de Burke y Wills. Las altas temperaturas y la escasez de agua hicieron que la expedición avanzase increíblemente lenta, siendo acosados por los Bandjigali y los Karenggapa. Los Murris y tres de los hombres, Ludwig Becker, Charles Stone y William Purcell, fallecieron de malnutrición durante el trayecto. En su camino hacia el norte, Wright acampó en Koorliatto Waterhole, junto al río Bulloo, mientras intentaba hallar las huellas de Burke hacia Coopers Creek, encontrándose con Brahe, que regresaba desde Cooper a Menindee.
Alan Moorehead escribió sobre el "misterio" que rodea el retraso de Wright:

No había base para los procesos penales contra Wright, pero había sido condenado públicamente como el hombre sobre el que recaía principalmente la culpa, y esa era una reputación con la que nadie querría vivir. Se retiró a la oscuridad en Adelaida, dejando tras de sí un misterio leve y persistente: ¿por qué se había retrasado realmente? ¿Fue solo porque quería asegurarse su salario? ¿Fue porque no quería dejar a su esposa y familia y las comodidades de los distritos colonizados? ¿Era simplemente que era estúpido, perezoso e indiferente: un hombre demasiado mezquino para pensar en alguien más que en sí mismo? ¿O era posible que fuera víctima de la misma cadena de errores predestinada que había afectado a la expedición desde el principio? Estas fueron preguntas que nunca serían respondidas completamente.
There was no basis here for criminal proceedings against Wright, but he had been publicly condemned as the man on whom the guilt chiefly lay, and that was a reputation that he was unlikely ever to live down. He retired to obscurity in Adelaide, leaving behind him still a slight, persistent mystery: why had he really delayed? Was it only because he wanted to make sure of his salary? Was it because he did not want to leave his wife and family and the comforts of the settled districts? Was it merely that he was stupid, lazy and indifferent: a man too mean-spirited to think of anyone but himself? Or was it just possible that he was the victim of that same fated chain of errors that had bedevilled the expedition from the beginning? These were questions that would never be fully answered.

Un estudio en profundidad de la acción de Wright formó parte de la tesis de maestría de 1982 de Tom Bergin en la Universidad de Nueva Inglaterra. Bergin demostró que la falta de dinero y la escasez de animales de carga para transportar los suministros significaban que Wright estaba en una posición poco envidiable. Sus solicitudes al Comité de Exploración no fueron atendidas hasta principios de enero, momento en el cual el clima cálido y la falta de agua significaron que la partida se movió extremadamente despacio. Fueron acosados por los Bandjigali y los Karenggapa Murris, y tres de los hombres, el Dr. Ludwig Becker, Charles Stone y William Purcell, murieron de desnutrición en el viaje. En su camino hacia el norte, Wright acampó en Koorliatto Waterhole en el río Bulloo mientras trataba de encontrar las huellas de Burke hacia el río Cooper. Mientras estaba allí encontró a Brahe, que volvía del Cooper hacia Menindee.

## ElDig Tree

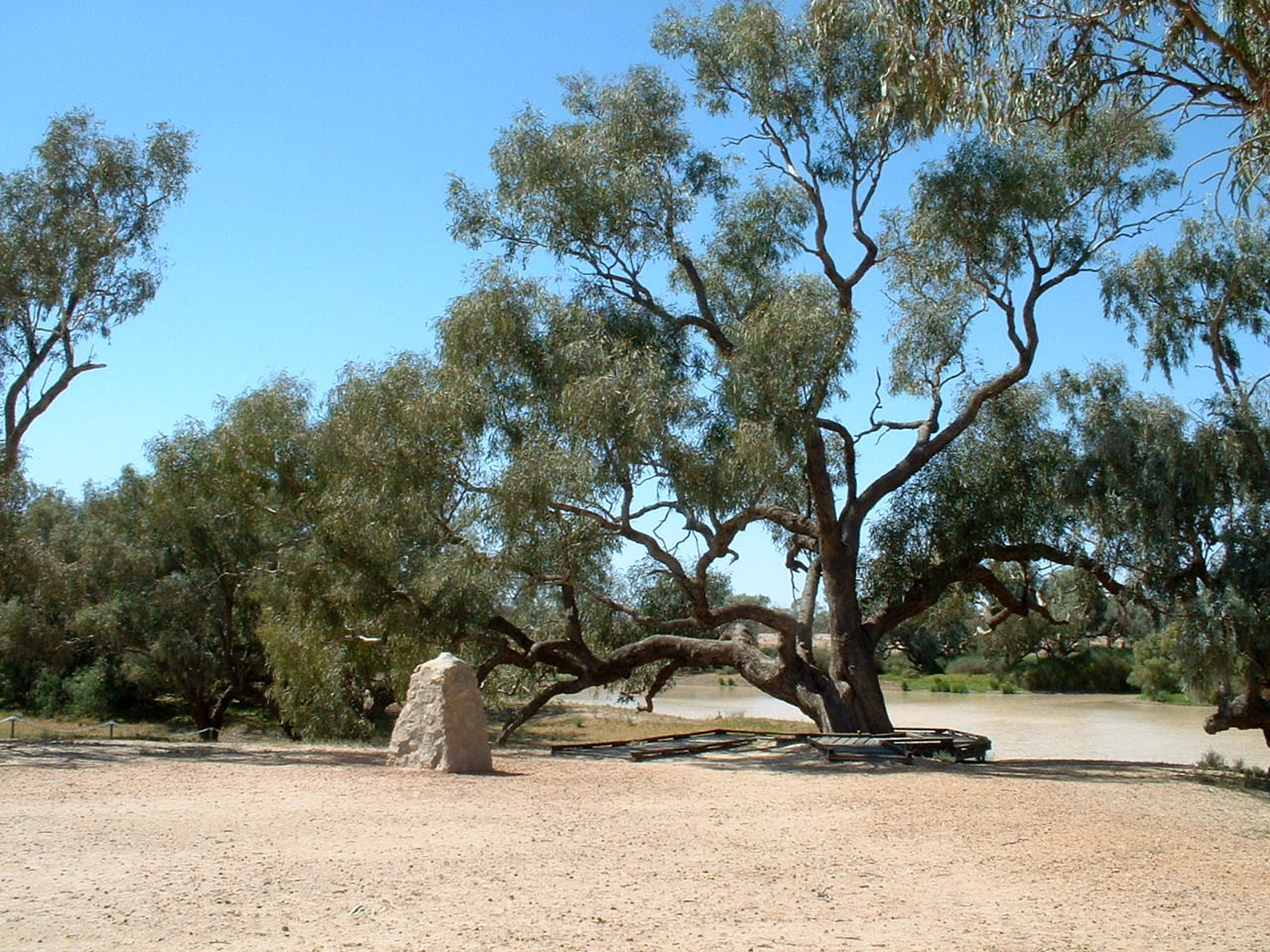
El Dig Tree, en el río Cooper

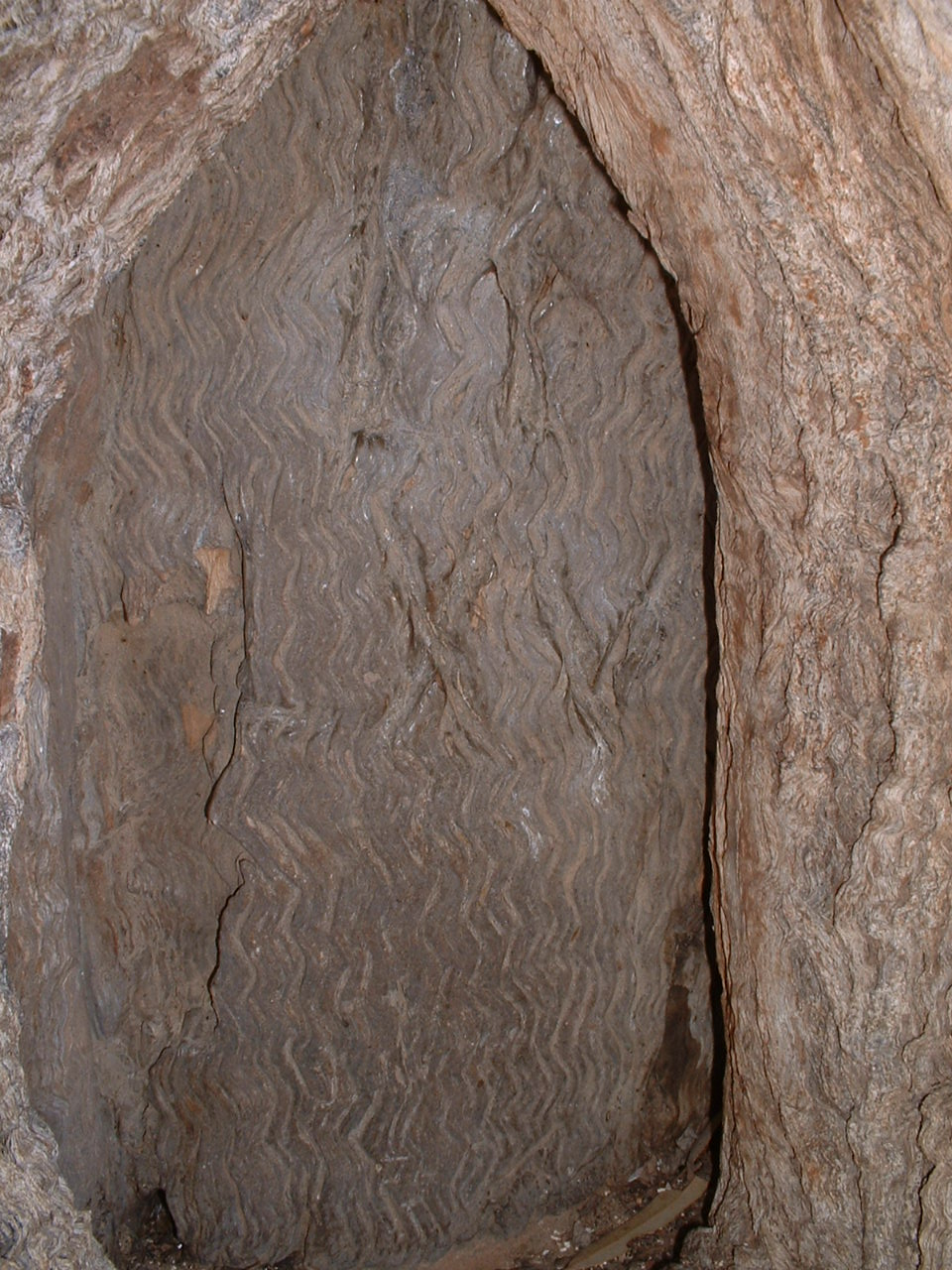
La incscripción del campamento, B LXV sobre el Dig Tree

El árbol (27°37′26″S 141°04′33″E / -27.623902, 141.075784) en el campamento de depósito que Brahe talló para marcar la ubicación de los suministros enterrados en las orillas del pozo de agua Bullah Bullah en el río Cooper es un coolibah (Eucalyptus coolabah anteriormente Eucalyptus microtheca) que se estima tiene alrededor de 250 años. Inicialmente, el árbol era conocido como «árbol de Brahe» (Brahe's Tree) o «árbol de depósito» ("Depot Tree") y el árbol bajo el cual murió Burke atrajo la mayor atención e interés. Este árbol ha sido conocido como el «árbol de excavación» desde al menos 1912. Como resultado del tallado en el árbol y la posterior popularidad del libro Dig escrito en 1935 por Frank Clune, el nombre «Dig Tree» se hizo popular.[cita requerida] Hay tres inscripciones separadas en el árbol; el número del campamento, una fecha de tallado y las instrucciones para cavar. Dos de las inscripciones se han cerrado y solo el número de campamento permanece visible hoy.
La inscripción de la fecha indicaba la fecha de llegada y la fecha de salida «DEC-6-60» (6 de diciembre de 1860) tallada sobre «APR-21-61» (21 de abril de 1861). La inscripción del número del campamento muestra la «B» inicial (por Burke) tallada sobre los números romanos para (campamento) 65; «B» sobre «LXV». La inscripción exacta «DIG» que Brahe talló no se conoce. Se recuerda de varias maneras, como «DIG under» o «DIG 3 FT N.W.» (cava 3 pies [1 m] al noroeste) o «DIG 40 FT N.E.» (cava 40 pies [unos 13 m] al noreste) o «DIG 21 APR 61» o una combinación de estos.
En 1899, John Dick talló una imagen de la cara de Burke en un árbol cercano junto con sus iniciales, las iniciales de su esposa y la fecha.

## Burke, Wills y King solos en el río Cooper

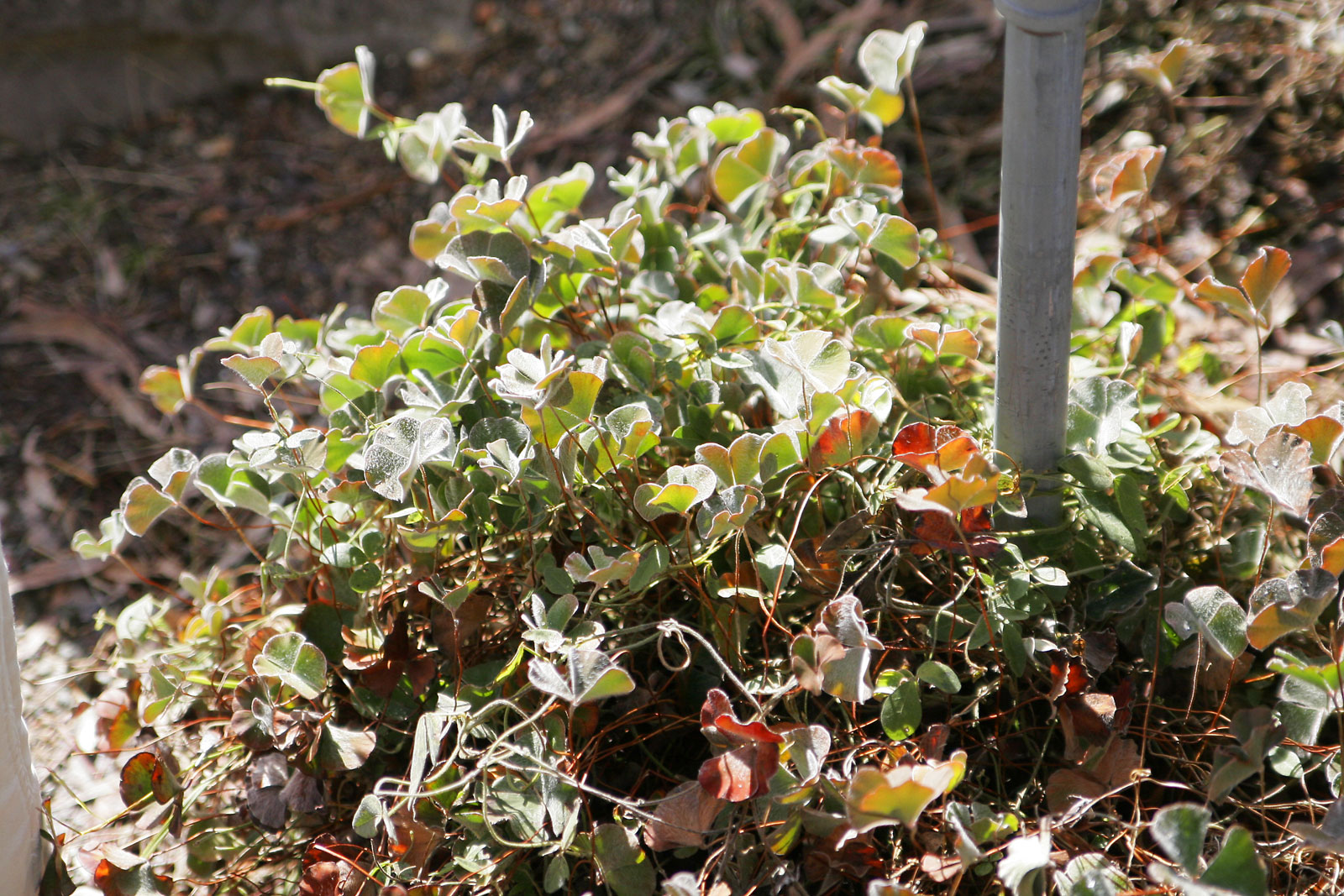
Los aborígenes alimentaron a los exploradores con panes hechos de semillas de esta planta, Nardoo.

Después de abandonar el Dig Tree, rara vez viajaron más de 8 km al día. Uno de los dos camellos restantes, Landa, se empantanó en Minkie Waterhole y el otro, Rajah recibió un disparo cuando no pudo viajar más. Sin animales de carga, Burke, Wills y King no pudieron transportar suficiente agua para abandonar el río Cooper y cruzar el desierto de Strzelecki hasta el monte Hopeless, por lo que los tres hombres no pudieron abandonar el río. Sus suministros se estaban agotando y estaban desnutridos y agotados. Los aborígenes del río Cooper, el pueblo Yandruwandha, les dieron pescado, frijoles llamados padlu y un tipo de torta hecha de esporocarpos molidos de la planta ngardu (nardoo) (Marsilea drummondii), de escaso poder nutritivo, a cambio de azúcar.
A finales de mayo de 1861, Wills regresó al Dig Tree para guardar su diario, cuaderno y diarios en el refugio para su custodia. Burke criticó amargamente a Brahe en su diario por no dejar ningún suministro o animal. Mientras Wills estaba lejos del campamento, Burke disparó tontamente su pistola contra uno de los aborígenes, haciendo que todo el grupo huyera. Un mes después de la partida de los aborígenes, Burke y Wills perecieron..

### Muertes

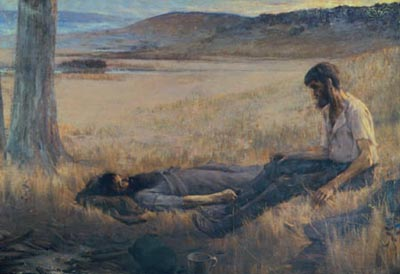
Artur Loureiro, Death of Burke, óleo sobre lienzo, 1892, colección privada

Hacia fines de junio de 1861, cuando los tres hombres seguían el arroyo Cooper aguas arriba para encontrar el campamento de los Yandruwandha, Wills se volvió demasiado débil para continuar. Se quedó atrás por su propia insistencia en Breerily Waterhole con algo de comida, agua y cobijo. Burke y King continuaron río arriba durante otros dos días hasta que Burke estuvo demasiado débil para continuar. A la mañana siguiente, Burke murió. King se quedó con su cuerpo durante dos días y luego regresó río abajo a Breerily Waterhole, donde descubrió que Wills también había muerto.
Las fechas exactas en que Burke y Wills murieron son desconocidas y se dan diferentes fechas en varios monumentos en Victoria. El Comité de Exploración fijó el 28 de junio de 1861 como la fecha en que murieron ambos exploradores. King encontró un grupo de Yandruwandha dispuesto a darle comida y refugio y, a cambio, disparaba a las aves para contribuir a sus suministros.
Alfred William Howitt, al frente de una de las espediciones de rescate, llegó al árbol de las inscripciones el 15 de septiembre de 1861 y cuatro días después encontró a King viviendocon los Yandruwandha. En un estado penoso, King sobrevivió al lento viaje de vuelta a Melbourne, falleciendo nueve años después, a los 31 años.

## Expediciones de rescate
Mientras, en Melbourne, se organizan varias expediciones de rescate. En total, se enviaron seis expediciones para buscar a Burke y Wills, dos comisionadas por el Comité de Exploración,[cita requerida] tres por laRoyal Society of Victoria[cita requerida] y una por el Gobierno de Australia Meridional. Dos fueron por mar para buscar en el golfo de Carpentaria[cita requerida] la expedición perdida, mientras que las otras comenzaron su búsqueda desde diferentes direcciones.

### Expedición de socorro victoriana
Después de seis meses sin recibir noticias de la expedición de Burke, los medios comenzaron a cuestionar su paradero. La presión pública para obtener respuestas aumentó y el 13 de junio de 1861, el Comité de Exploración acordó enviar un grupo de búsqueda para encontrar la expedición de Burke y Wills y, si fuera necesario, ofrecerles apoyo. La expedición de socorro victoriana (Victorian Relief Expedition) salió de Melbourne el 26 de junio de 1861 bajo el liderazgo de Alfred William Howitt. En el río Loddon, Howitt se encontró con Brahe, que regresaba del campamento del río Cooper. Como Brahe no tenía conocimiento del paradero de Burke, Howitt decidió que se necesitaría una expedición mucho mayor para encontrar a la partida desaparecida. Dejando a tres de sus hombres en el río, Howitt regresó a Melbourne con Brahe para poner al día al Comité de Exploración. El 30 de junio, la expedición ampliada partió para seguir el rastro de Burke. El 3 de septiembre, la partida llegó al río Cooper,[cita requerida] el 11 de septiembre al Dig Tree, y cuatro días después, Edwin Welch encontró a King viviendo con los Yandruwandha. Durante los siguientes nueve días, Howitt encontró los restos de Burke y Wills y los enterró. En condiciones lamentables, King sobrevivió al viaje de dos meses de regreso a Melbourne, y murió once años después, a los 33 años, sin haber recuperado su salud. Está enterrado en el Melbourne General Cemetery.

### HMCSS Victoria
El 4 de agosto de 1861, el HMCSS Victoria bajo el mando de William Henry Norman zarpó de la bahía de Hobson en Victoria con órdenes de buscar en el golfo de Carpentaria. Al llegar a Brisbane el 24 de agosto, la Expedición de Socorro de Queensland subió a bordo.[cita requerida] La Victoria llegó al río Albert en el golfo a finales de septiembre de 1861. Después de encontrar rastros de los exploradores,[cita requerida] la Expedición de Socorro de Queensland desembarcó y el barco regresó a Melbourne.

### Expedición de ayuda de Queensland
Después de desembarcar del Victoria en noviembre, la Expedición de Socorro de Queensland ( Queensland Relief Expedition) bajo el liderazgo de William Landsborough buscó en la costa del golfo[cita requerida] la expedición perdida. Más tarde giró hacia el sur y continuó hasta llegar a Melbourne en octubre de 1862. Después de cruzar Australia de norte a sur, la expedición recibió el premio de £2000 por el primer cruce exitoso del continente.[cita requerida]

### Expedición de socorro victoriana

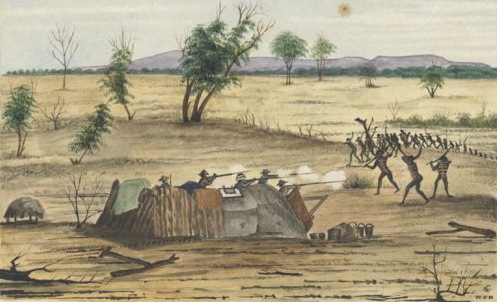
William Hodgkinson, Bulla, Queensland, acuarela, 1861, National Library of Australia. HHodgkinson se unió brevemente a la expedición de Burke y Wills en Swan Hill, y fue miembro de dos expediciones de socorro. Bulla representa la Expedición de Socorro Victoriana en un conflicto armado con los aborígenes Bulloo.

Frederick Walker dirigió la Expedición de Socorro Victoriana (Victorian Relief Expedition). La partida, compuesta por doce hombres montados,[cita requerida]  siete de ellos antiguos soldados del Cuerpo de Policía Nativa, comenzó desde Rockhampton el 7 de septiembre de 1861 con el objetivo de llegar al golfo de Carpentaria. Encontraron rastros de Burke y los siguieron hasta el campamento más septentrional de Burke, pero perdieron el rastro desde allí. El 4 de diciembre, se encontraron con un grupo de aborígenes, matando a 12 en la lucha que siguió. El 7 de diciembre, Walker se reunió con el HMVS Victoria en el Golfo. La partida de Walker continuó explorando gran parte de la región del Golfo.

### Expedición de socorro de Burke de Australia Meridional
La Cámara de la Asamblea de Australia Meridional eligió a John McKinlay para dirigir la expedición de socorro de Australia Meridional que salió de Adelaida el 16 de agosto de 1861. El 20 de octubre encontró la tumba de un europeo, que creía que era Charles Gray, en Polygonum Swamp, cerca del río Cooper. Al encontrar otra tumba cercana, McKinlay asumió que la expedición de Burke había sido asesinada allí y nombró el sitio como lago Masacre (Massacre Lake). Al enterarse de que Howitt había encontrado los restos de Burke y Wills, McKinlay decidió buscar en dirección al Monte Stuart Central, pero las fuertes lluvias e inundaciones lo hicieron retroceder. McKinlay luego se dirigió al golfo de Carpentaria, con la esperanza de encontrar el HMVS Victoria todavía allí. El 20 de mayo de 1862 McKinlay estaba a unas 8 km de la costa del Golfo, pero  descubrió que el país intermedio era intransitable y decidió girar hacia el este y dirigirse hacia Port Denison en la costa septentrional de Queensland. El 2 de agosto de 1862, McKinlay llegó a una estación en el río Bowen cerca de Port Denison y, después de descansar unos días, la expedición llegó a Port Denison. La partida regresó luego por mar a Adelaida. McKinlay recibió una subvención de £1000 del gobierno y un reloj de oro de la Royal Geographical Society de Inglaterra.

### Partida de exploración victoriana
La Partida de exploración victoriana (Victorian Exploration Party) fue la segunda expedición bajo la dirección de Alfred Howitt y tuvo la tarea de devolver los restos de Burke y Wills a Melbourne. El 9 de diciembre de 1861 Howitt salió de Melbourne hacia el río Cooper. Después de una larga estadía en Menindee y nuevamente en Mount Murchison, la partida llegó al río Cooper el 25 de febrero de 1862, acampando en el pozo de Cullyamurra. Desde allí, Howitt realizó numerosos viajes exploratorios en los alrededores. El 13 de abril de 1862, los restos de Burke y Wills fueron exhumados.
Durante los siguientes seis meses, Howitt exploró el interior de Australia antes de decidir en noviembre regresar a las áreas colonizadas. El 8 de diciembre, la partida llegó a Clare. Howitt y el médico de la expedición continuaron hasta Adelaida mientras que el resto de los miembros de la expedición los siguieron tres días después en tren. Los restos de Burke y Wills fueron llevados a Melbourne, llegando el 29 de diciembre de 1862.

#### Presentación a los Yandruwandha
Breastplates were issued to Aboriginal people between 1815 and 1946 for faithful service, for saving the lives of non-Indigenous people and to recognise stockmen and trackers. On this trip to exhume Burke and Wills' remains, Howitt presented three breastplates commissioned by the Victorian Exploration Committee to the Yandruwandha people in appreciation of the assistance they had given to Burke, Wills and King. 
Entre 1815 y 1946 se entregaron petos a los aborígenes por un servicio fiel, por salvar las vidas de los no indígenas y por reconocer a los ganaderos y rastreadores. En este viaje para exhumar los restos de Burke y Wills, Howitt presentó tres petos encargados por el Comité de Exploración Victoriano para el pueblo Yandruwandha en agradecimiento por la asistencia que habían brindado a Burke, Wills y King. Uno de estas placas está en la colección del Museo Nacional de Australia. La inscripción en la placa indica que se presentó «por la Humanidad mostrada a los exploradores Burke, Wills y King 1861».

## Causa de la muerte

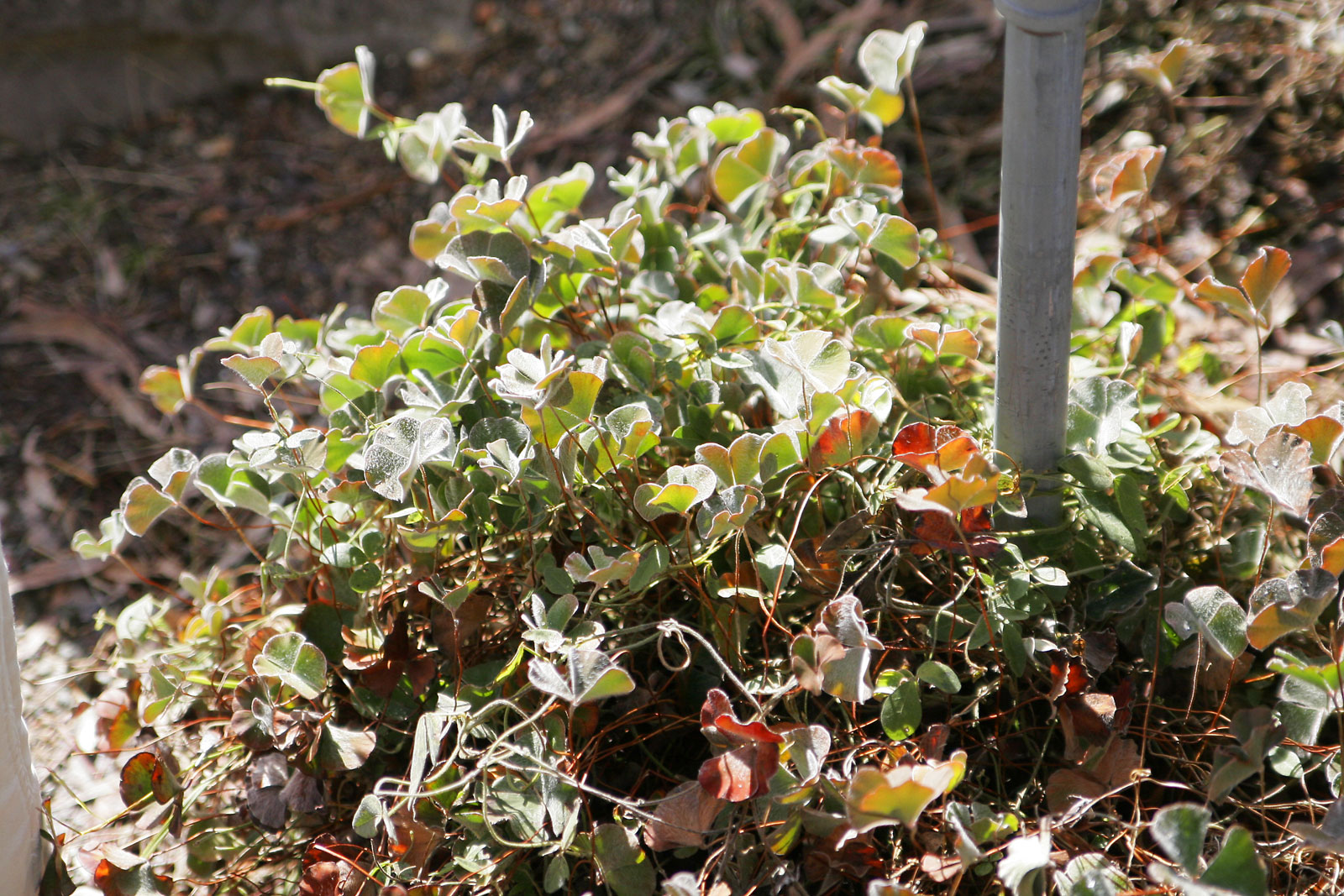
Los aborígenes alimentaron a los exploradores con damper de semillas hechas de los esporocarpos de esta planta, Nardoo

Desconocido por los exploradores, los esporocarpos ngardu contienen la enzima tiaminasa, que agota el cuerpo de vitamina B1 (tiamina). Es probable que no estuvieran preparando las damper de semillas de acuerdo con los métodos de preparación del alimento de losaborígenes, ya que esa comida era un alimento básico entre la población local. Se ha argumentado que no procesaron primero la comida en una pasta, lo que podría haber evitado los efectos nocivos que sufrieron. A pesar de comer, los hombres se debilitaban cada vez más. Wills escribió en su diario:

Mi pulso está a 48 y muy débil y mis piernas y brazos son casi piel y hueso. Solo puedo mirar como el Mr Micawber para que aparezca algo, pero el hambre en nardoo no es en absoluto desagradable, sino por la debilidad que uno siente y la absoluta incapacidad para moverse, ya que, en lo que respecta al apetito, me da la mayor satisfacción
My pulse is at 48 and very weak and my legs and arms are nearly skin and bone. I can only look out like Mr Micawber for something to turn up, but starvation on nardoo is by no means unpleasant, but for the weakness one feels, and the utter inability to move oneself, for as the appetite is concerned, it gives me the greatest satisfaction.

Como resultado, es probable que las muertes de Burke y Wills resultasen en parte de una enfermedad por deficiencia de vitaminas llamada beriberi. La narración de King proporciona evidencia de este efecto, que reveló que Burke se quejaba de dolor en las piernas y la espalda poco antes de su muerte. Sin embargo, otra investigación sugiere que el escorbuto (deficiencia de vitamina C) y los factores ambientales también contribuyeron a su muerte.

## Resumen del campamento en el río Cooper

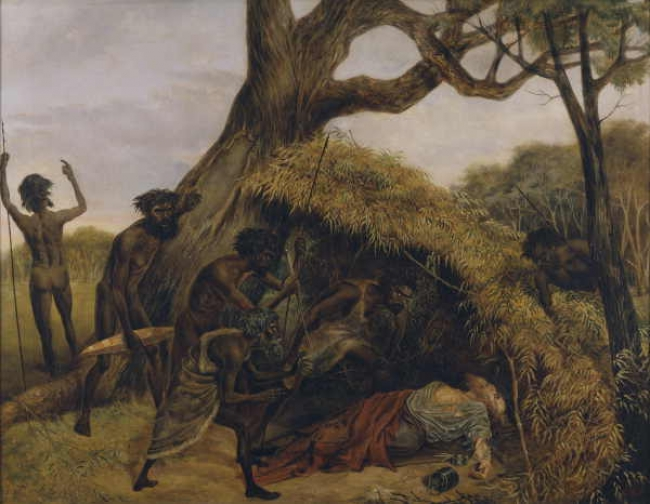
Eugene Montagu Scott, Natives discovering the body of William John Wills, the explorer, at Coopers Creek, June 1861, óleo sobre lienzo, 1862, State Library of Victoria

- 11 de noviembre de 1860: Burke, Wills, King, Gray, Brahe, Mahomet, Patton y McDonough hicieron su primer campamento en lo que pensaban que era el río Cooper, pero que en realidad era el río Wilson. Este fue el Camp LVII (campamento 57).
- 20 de noviembre de 1860: el primer Depôt Camp se estableció en el Camp LXIII (campamento 63).
- 6 de diciembre de 1860: el Depôt Camp fue trasladado río abajo al Camp LXV – The Dig Tree (campamento 65).
- 16 de diciembre de 1860: Burke, Wills, King y Gray salieron del Depôt hacia el golfo de Carpentaria.
- 16 de diciembre de 1860 - 21 de abril de 1861: Brahe queda a cargo del Depôt en el río Cooper.
- 21 de abril de 1861: Brahe enterró un alijo de suministros, talló un mensaje en el Dig Tree y regresó hacia Menindee. Más tarde ese mismo día, Burke, Wills y King regresaron del Golfo para encontrar el Depôt desierto.
- 23 de abril de 1861: Burke, Wills y King siguieron al Cooper río abajo en dirección a monte Hopeless en Australia Meridional.
- 7 de mayo de 1861: el l último camello, Rajah, murió. Los hombres no pueden llevar suficientes suministros para abandonar el arroyo.
- 8 de mayo de 1861: Brahe y Wright regresan al Dig Tree. Se quedaron solo 15 minutos y no desenterraron la nota de Burke en el escondite.
- 30 de mayo de 1861: Wills, después de no llegar al monte Hopeless, regresó al Dig Tree t para enterrar sus cuadernos en el refugio fpara su salvaguarda.
- Finales de junio / principios de julio de 1861: Burke and Wills murieron.
- 11 de septiembre de 1861: Howitt, líder de la Burke Relief Expedition llegó al Dig Tree.
- 15 de septiembre de 1861: Howitt encontró a King como el único sobreviviente de los cuatro hombres que llegaron al Golfo.
- 28 de septiembre de 1861: Howitt desenterró el alijo en el 'Dig Tree' y recuperó los cuadernos de Wills.

## Muertes en la expedición de exploración victoriana
- Charley Gray, miércoles 17 de abril de 1861 en Polygonum Swamp.
- Charles Stone, lunes 22 de abril de 1861 en Koorliatto Waterhole, Bulloo River.
- William Purcell, martes 23 de abril de 1861 en Koorliatto Waterhole, Bulloo River.
- Dr Ludwig Becker, lunes 29 de abril de 1861 en Koorliatto Waterhole, Bulloo River.
- William Patten, miércoles 5 de junio de 1861 cerca de Desolation Camp, Rat Point.
- William John Wills,la fecha oficial de muerte adoptada por el Comité de Exploración fue el miércoles 28 de junio de 1861, pero Wills probablemente murió alrededor del viernes 30 de junio o el sábado 1 de julio de 1861 en Breerily Waterhole, en el río Cooper.
- Robert O'Hara Burke, la fecha oficial de fallecimiento adoptada por el Comité de Exploración fue el miércoles 28 de junio de 1861, pero Burke probablemente murió el sábado 1 de julio de 1861 en Burke's Waterhole, en el río Cooper.

## Consecuencias

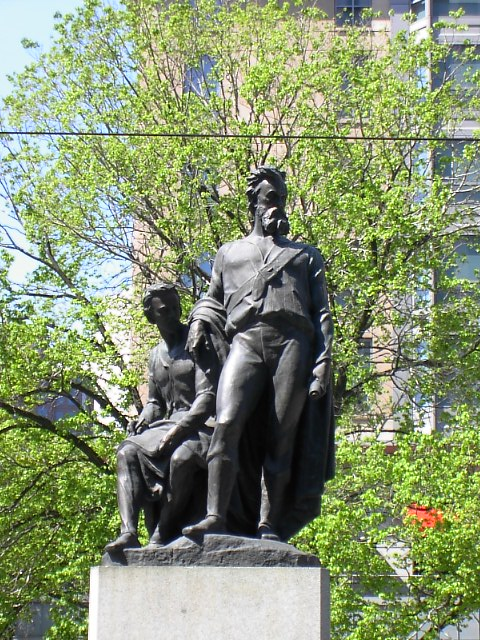
Estatua de Burke y Wills, obra de Charles Summers en la esquina de las calles Collins y Swanston Streets, Melbourne.

El gobierno de Victoria organizó una comisión de investigación sobre las muertes de Burke y Wills. Howitt fue enviado de regreso al río Cooper para recuperar sus cuerpos y los exploradores recibieron un funeral de estado en Melbourne, el miércoles 21 de enero de 1863. El coche fúnebre se inspiró en el diseño utilizado por el duque de Wellington diez años antes. Se informó que hubo 40000 espectadores. Burke y Wills fueron enterrados en el Cementerio General de Melbourne. Melbourne General Cemetery.
De alguna manera, la trágica expedición no fue un desperdicio. Completó la imagen del interior de Australia y demostró que no había ningún mar interior. Más importante aún, cada una de las partidas de rescate enviadas desde diferentes partes del continente contribuyó de alguna manera a la comprensión de la tierra que atravesaron.
En 1862 se erigieron monumentos en el cementerio Back Creek, Bendigo, y también en la colina que domina Castlemaine, donde Burke había estado estacionado antes de dirigir la expedición. Las ciudades victorianas de Beechworth y Fryerstown también dieron a conocer monumentos conmemorativos.
El 21 de abril de 1865, el aniversario del regreso a Cooper's Creek, un monumento de Charles Summers fue presentado en Melbourne por el gobernador, sir Charles Darling.
En 1867 Ballaraterigió la Fuente del Explorador (Explorer's Fountain ) en las calles Sturt y Lydiard. Wills, su hermano Tom y su padre, el doctor William Wills, habían vivido en Ballarat.
En 1890 se erigió un monumento en Royal Park el punto de partida de la expedición en Melbourne. La placa en el monumento dice: "«Este monumento se erigió para marcar el lugar desde donde comenzó la Expedición Burke y Wills el 20 de agosto de 1860. Después de cumplir con éxito su misión, los dos valientes líderes perecieron en su viaje de regreso a Coopers Creek en junio de 1861» ( "This memorial has been erected to mark the spot from whence the Burke and Wills Expedition started on 20 August 1860. After successfully accomplishing their mission the two brave leaders perished on their return journey at Coopers Creek in June 1861.")
En 1893 fueron honrados con un sello postal, que representaba sus retratos, emitido por Australia Post. En agosto de 2010, Australia Post emitió cuatro sellos para conmemorar el 150.º aniversario.
En 1918, se estrenó una película muda, A Romance of Burke and Wills Expedition of 1860. La trama es ficticia y solo está poco conectada con la expedición de Burke y Wills.
En 1975, un episodio de una serie documental británica llamada The Explorers, en la BBC, presentó la historia de la expedición australiana, en un episodio titulado Burke and Wills, narrado por David Attenborough (reemplazado por la narración de Anthony Quinn en la emisión posterior de 1976 en Estados Unidos) y dirigida por Lord Snowdon.
En 1985, se hizo la película, Burke & Wills, con Jack Thompson como Burke y Nigel Havers como Wills. También en 1985, la parodia Wills & Burke fue lanzada con Garry McDonald como Burke y Kym Gyngell como Wills.
En noviembre de 2009, la Royal Australian Mint emitió dos monedas, de $1 y 20 centavos, para conmemorar el 150.º aniversario de la expedición.

## Listados patrimoniales
Los listados de patrimonio asociados con la expedición de Burke y Wills incluyen:
- Burke and Wills Dig Tree cerca deThargomindah, Shire of Bulloo, listado en el Queensland Heritage Register[34]

- Burke and Wills Plant Camp cerca de Betoota, Shire of Diamantina, listado en el Queensland Heritage Register[35]
- Burke and Wills Camp B/CXIX cerca de Normanton, Shire of Carpentaria, listado en el Queensland Heritage Register[36]